# Винокурка
Винокурка — река в России, протекает по Тосненскому району Ленинградской области.
Исток — Мявринское болото, севернее деревни Шумба. Преобладающее направление течения — на север. Протекает мимо деревни Новая, пересекает дорогу А120, железную дорогу Мга — Ивангород. В деревне Новолисино принимает левый приток — Хеною, в 2 км от устья принимает правый приток — Полисарку.
Устье реки находится в 26 км по правому берегу от устья реки Ижоры, северо-восточнее Аннолова. Длина реки составляет 25 км, площадь водосборного бассейна 174 км².

## Данные водного реестра
По данным государственного водного реестра России относится к Балтийскому бассейновому округу, водохозяйственный участок реки — Нева, речной подбассейн реки — Нева и реки бассейна Ладожского озера (без подбассейна Свирь и Волхов, российская часть бассейнов). Относится к речному бассейну реки Нева (включая бассейны рек Онежского и Ладожского озера).
Код объекта в государственном водном реестре — 01040300312102000008937.